# Clely Fiamma
Pour les articles homonymes, voir Cantalamessa et Fiamma.
Clely Fiamma (née Clelia Cantalamessa à Milan le 29 août 1914 et morte à Rome le 19 février 1977) est une actrice et chanteuse de revue italienne .

## Biographie
En Italie, dans les années 1930, elle devient une soubrette très demandée par les compagnies de divertissement léger et de vaudeville, travaillant avec Totò, Guglielmo Inglese, les frères De Rege puis avec Mario Riva, Riccardo Billi, Carlo Daiuto et Tino Scotti.
En 1947, elle joue dans les différentes émissions de variétés radiophoniques avec des acteurs tels que Renato Turi, Isa Bellini, Raffaele Pisu, Elio Pandolfi, Wanda Tettoni, Rina Franchetti, Antonella Steni et travaille avec les réalisateurs comme Silvio Gigli, Nunzio Filogamo, Riccardo Mantoni.
Ses débuts au cinéma commence en 1940 lorsque Carlo Ludovico Bragaglia la fit embaucher par le producteur Giuseppe Amato pour le rôle d'Anna dans le film Une famille impossible. Elle sera plus tard présente dans d'autres films.
En 1950, Fiamma se consacre principalement à la radio et au théâtre.
En 1954, elle commença également à jouer sur la nouvelle télévision italienne RAI, dans des œuvres théâtrales.

## Filmographie partielle
- 1940 : Una famiglia impossibile de Carlo Ludovico Bragaglia
- 1951 : Heureuse époque (Altri tempi - Zibaldone n. 1) d'Alessandro Blasetti
- 1952 : Abracadabra de Max Neufeld
- 1965 : Con rispetto parlando de Marcello Ciorciolini[3]